# Nicolas Frantz
Nicolas Frantz (Mamer, 4 november 1899 – Luxemburg, 8 november 1985) was een Luxemburgs wielrenner, die tussen 1923 en 1934 zestig overwinningen behaalde, waaronder dertien keer op rij het nationaal kampioenschap van Luxemburg. 

## Carrière
Het meest bekend is hij vanwege zijn zeges in de Ronde van Frankrijk 1927 en de Ronde van Frankrijk 1928. Tussen de Ronde van Frankrijk 1924 en de Ronde van Frankrijk 1929 won hij in totaal twintig touretappes en droeg hij 37 dagen de gele trui. In de Rondes van 1924 en 1926 werd hij tweede, en in de Ronde van 1929 werd hij vijfde.
In de Ronde van Frankrijk 1928 droeg Frantz de gele trui van de eerste tot en met de laatste dag. Hij was met Ottavio Bottecchia de enige die deze prestatie leverde. Later zouden Romain Maes (1935) en Jacques Anquetil (1961) dit kunstje overdoen. In 1928 brak tijdens de 19e etappe de voorvork van Frantz' racefiets. Frantz had nog honderd kilometer te gaan. Hij leende een ondermaatse damesfiets en voltooide daarop de etappe, waarna hij weer op zijn merkfiets, een Alcyon, naar de overwinning in Parijs reed.

## Belangrijkste overwinningen
1922
 Luxemburgs kampioen op de weg, onafhankelijken
Eindklassement Ronde van België, onafhankelijken
1e en 2e etappe
GP François Faber
1923
 Luxemburgs kampioen op de weg, profs
 Luxemburgs kampioen veldrijden, profs
GP François Faber
Parijs-Calais
Parijs-Lyon
Parijs-Reims
Eindklassement Madrid-Santander
1e etappe
1924
 Luxemburgs kampioen op de weg, profs
 Luxemburgs kampioen veldrijden, profs
11e en 12e etappe Ronde van Frankrijk
4e etappe Ronde van België
1925
 Luxemburgs kampioen op de weg, profs
4e, 5e, 9e en 15e etappe Ronde van Frankrijk
GP des Ardennes
1926
 Luxemburgs kampioen op de weg, profs
7e, 9e, 12e en 13e etappe Ronde van Frankrijk
Eindklassement Ronde van het Baskenland
1e en 4e etappe
Parijs-Hayange
1927
 Luxemburgs kampioen op de weg, profs
Eindklassement Ronde van Frankrijk
11e, 15e en 21e etappe
Parijs-Brussel
Parijs-Longwy
1928
 Luxemburgs kampioen op de weg, profs
Eindklassement Ronde van Frankrijk
1e, 6e, 12e, 18e en 22e etappe
4e etappe Ronde van het Baskenland
Parijs-Rennes
1929
 Luxemburgs kampioen op de weg, profs
7e en 22e etappe Ronde van Frankrijk
Parijs-Tours
4e etappe Ronde van het Baskenland
1930
 Luxemburgs kampioen op de weg, profs
GP François Faber
1931
 Luxemburgs kampioen op de weg, profs
2e en 5e etappe Ronde van Duitsland
1932
 Luxemburgs kampioen op de weg, profs
Tournai
Parijs-Nancy
1933
 Luxemburgs kampioen op de weg, profs
1934
 Luxemburgs kampioen op de weg, profs

## Resultaten in voornaamste wedstrijden
| Jaar | Ronde van Italië | Ronde van Frankrijk | Ronde van Spanje |
| ---- | ---------------- | ------------------- | ---------------- |
| 1923 |                  |                     |                  |
| 1924 |                  | ↑ (2)               |                  |
| 1925 |                  | 4e (4)              |                  |
| 1926 |                  | ↑ (4)               |                  |
| 1927 |                  | ↑ (3)               |                  |
| 1928 |                  | ↑ (5)               |                  |
| 1929 |                  | 5e (2)              |                  |
| 1930 |                  |                     |                  |
| 1931 |                  |                     |                  |
| 1932 |                  | 45e                 |                  |
| 1933 |                  |                     |                  |

| Jaar | Milaan-San Remo | Ronde van Vlaanderen | Parijs-Roubaix | Parijs-Brussel | Parijs-Tours |  | WK op de weg |
| ---- | --------------- | -------------------- | -------------- | -------------- | ------------ |  | ------------ |
| 1923 |                 | 9e                   | opgave         | opgave         | 12e          |  |              |
| 1924 | 5e              | 6e                   | 4e             |                | ↑            |  |              |
| 1925 |                 |                      |                | Brons          |              |  |              |
| 1926 |                 | 9e                   |                |                | ↑            |  |              |
| 1927 |                 |                      |                | Goud           | 20e          |  |              |
| 1928 |                 |                      | 27e            | Zilver         | 9e           |  |              |
| 1929 |                 |                      | 6e             | Brons          | ↑            |  | ↑            |
| 1930 |                 |                      | 5e             |                | 7e           |  | opgave       |
| 1931 |                 |                      | 22e            | 41e            |              |  |              |
| 1932 |                 |                      | 54e            |                |              |  | ↑            |
| 1933 |                 |                      |                |                |              |  | opgave       |